# Absurda Cenicienta (canción)
«Absurda cenicienta» es el decimosexto sencillo de la cantante argentina-española Chenoa, proveniente de su quinto álbum Absurda cenicienta.
El tema fue lanzado a finales de junio de 2008 en España, y en Latinoamérica, se lanzó en principios de 2009, y aunque no consiguió el éxito del primer sencillo, contó de todos modos con una excelente aceptación, llegando a los primeros puestos en las listas de algunos países. Y prueba de ello es la nominación que la canción obtuvo a mejor canción corta-venas (mejor balada) en los Premios Juventud; el tema fue compuesto por la propia Chenoa, y relata cómo se siente alguien al descubrir que el amor no es como lo habían pintado en los cuentos de pequeño.

## Repercursión del sencillo
| Canción            | Pos.Costa Rica | Pos.Guatemala | Pos.Bolivia | Pos.Ecuador | Pos.Argentina | Pos.Chile |
| Absurda cenicienta | #1             | #1            | #2          | #4          | #6            | #11       |
| ------------------ | -------------- | ------------- | ----------- | ----------- | ------------- | --------- |

## Videoclip
El videoclip narra la historia de una chica que es traicionada por su pareja y su mejor amiga y para ello reúne toda clase de elementos metafóricos, fue grabado en un convento mexicano por el director "el chivo" y ha logrado más de 6 millones de visitas en Youtube.